# Kurt W. Forster

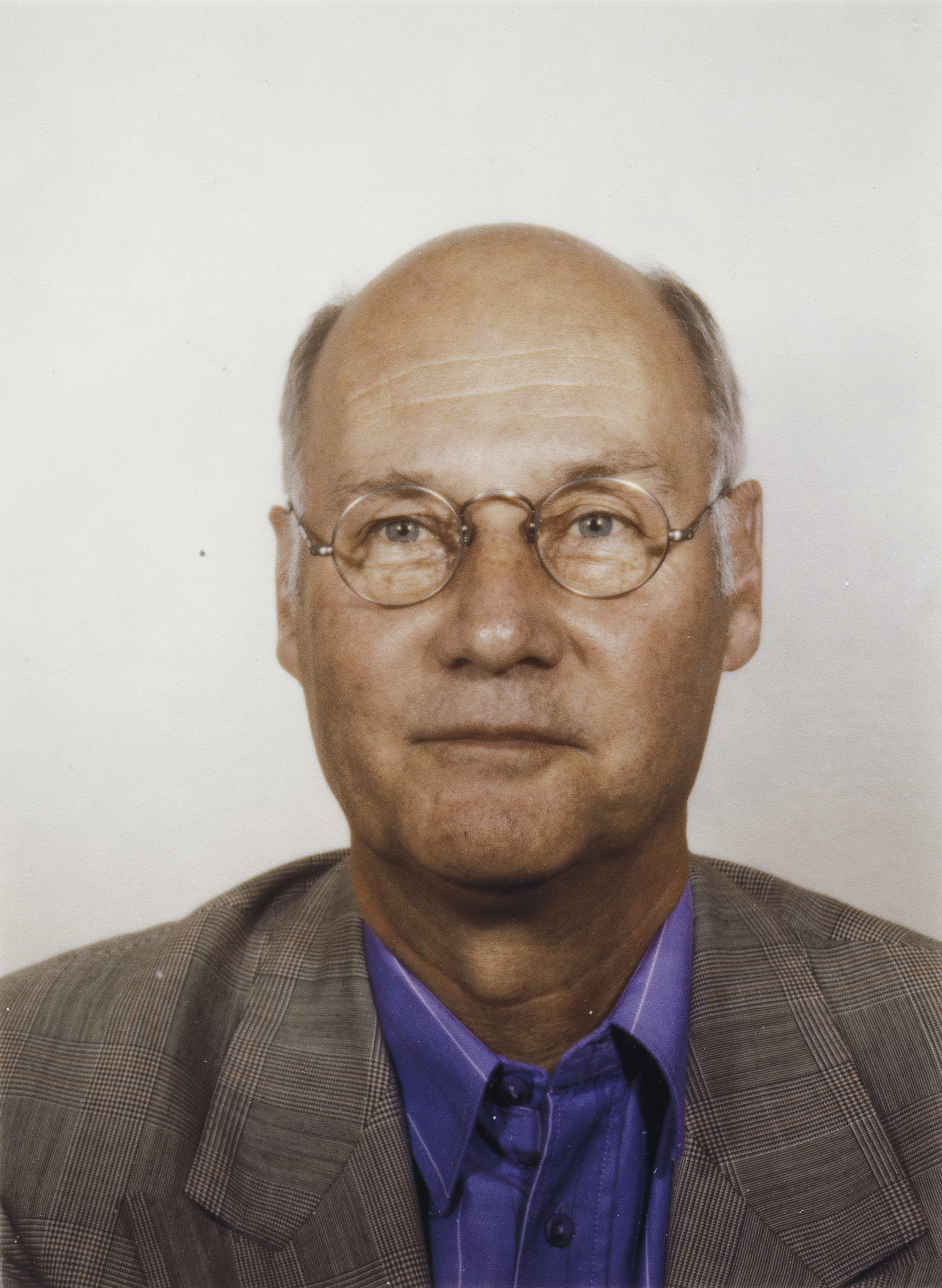
Kurt W. Förster (1997)

Kurt Walter Forster (* 12. August 1935 in Zürich; † 6. Januar 2024 in New York City) war ein Schweizer Architekt, Kunst- und Architekturhistoriker sowie Hochschullehrer.

## Leben
Forster wurde 1935 in Zürich geboren und studierte später Architektur in Berlin, München, Zürich, Florenz und London. Von 1960 bis 1967 war er Professor für Architektur in Yale und später von 1967 bis 1982 in Stanford. Außerdem hatte er Lehraufträge in Princeton, UC Berkeley, Harvard und am MIT. Von 1975 bis 1977 leitete er das Istituto Svizzero di Roma und ab 1980 das Stanford Study Center in Berlin.
1984 war er erster Direktor des Getty Research Institute (Getty Center for the History of Art and the Humanities; GRI) in Santa Monica. 1992 kehrte Forster an seine Alma Mater, die ETH Zürich, als Professor für Kunst- und Architekturgeschichte zurück, um das Institut für Geschichte und Theorie der Architektur (gta) zu leiten, bis er 1999 in den Ruhestand ging. Im selben Jahr wurde Forster Direktor des Canadian Centre for Architecture (CCA) in Montreal, wo er fünf Jahre lang blieb. Im Jahr 2004 wurde Forster von Robert A. M. Stern zum Leiter des Doktorandenprogramms der Yale School of Architecture ernannt. Im selben Jahr leitete Forster die Architekturbiennale Venedig.
Er engagierte sich als Mentor zahlreicher renommierter Wissenschaftler an der ETH Zürich. Er veröffentlichte Werke von der italienischen Renaissance bis zu Werken über Leon Battista Alberti, Giulio Romano, Le Corbusier, Frank Gehry, Carlo Scarpa, Herzog & de Meuron, Peter Eisenman, Richard Meier, Andrea Palladio, Zaha Hadid, Daniel Libeskind, Giuseppe Terragni, Karl Friedrich Schinkel, Aby Warburg und andere Architekten und Künstler. Er war Ehrendoktor der New School for Social Research in New York.
Kurt Walter Forster starb am 6. Januar 2024 in seinem Haus in New York im Alter von 88 Jahren an einer Krebserkrankung.

## Ehrungen und Auszeichnungen
- Prix Meret-Oppenheim (2007)
- Schinkel-Preis der Fontanestadt Neuruppin (2021)

## Schriften (Auswahl)
- Frank O. Gehry: Design Museum Vitra. Aedes, Berlin 1989.
- Josep Lluis Mateo: Ideas and Buildings, 1992–95. Birkhäuser Verlag, 1995.
- Hodgetts et Fung: Scenarios and Spaces. Rizzoli, 1997.
- WYSIWYG: Sauerbruch Hutton Architects. Architectural Association Publications, 1999.
- Frank O. Gehry: Guggenheim Bilbao Museoa. Edition Axel Menges, 2002.
- Frank O. Gehry: The Complete Works. Phaidon Press, 2003.
- Metamorph 9. International Architecture Exhibition: Trajectories, Vectors, and Focus. La Biennale Venice Venezia and Marsilio, 2004.
- Correggio. The Masters n° 34. Purnell & Sons / Knowledge Publications.
- Metamorph: 9th International Architecture Exhibition. Rizzoli, 2004.
- Exploring Boundaries. Birkhäuser Verlag, 2007.
- Schinkel: A Meander through his Life and Work. Birkhäuser Verlag, 2018.